# Saul Williams
Pour les articles homonymes, voir Williams.
Saul Williams, né le 29 février 1972 à Newburgh, État de New York, est un poète, écrivain, acteur et rappeur américain, connu pour mêler poésie et hip-hop alternatif et pour avoir tenu le rôle principal dans le film indépendant Slam en 1998.

## Biographie

### Poésie
En 1995, le poète Williams se fait déjà un nom dans les soirées open mic ; l’année suivante, il se voit décerner le titre de champion du Grand Slam du Nuyorican Poets Cafe. Le documentaire SlamNation suit le parcours de Williams et des autres poètes slam du Nuyorican (Beau Sia, Mums da Schemer et Jessica Care Moore) lors de la compétition National Poetry Slam de 1996 à Portland, Oregon. L’année suivante, il se voit confier le rôle principal dans le film Slam, qui paraît en 1998. En plus de jouer dans le film, Williams le coécrit avec Levin et quelques-uns de ses partenaires à l’écran, comme Sonja Sohn et Bonz Malone. Le film rencontre un franc succès à sa sortie, puisqu’il remporte le grand prix du jury au Festival du film de Sundance et la Caméra d’or au Festival de Cannes ; c’est le tremplin qui le lance sur la scène internationale.

### Musique
Williams commence à se faire une place dans le monde de la musique : il se produit avec des artistes comme Nas, The Fugees, Christian Alvarez, Blackalicious, Erykah Badu, KRS-One, Zack de la Rocha, De La Soul, ou encore DJ Krust, ainsi qu’avec les poètes Allen Ginsberg et Sonia Sanchez.  Après toute une série d’EPs, c’est en 2001 que sort l’album Amethyst Rock Star produit par Rick Rubin. En septembre 2004, son album éponyme remporte un grand succès. Il fait à plusieurs reprises la première partie de Nine Inch Nails pendant leur tournée européenne de l’été 2005, ainsi que celle de The Mars Volta. Il est également invité au festival de musique de Lollapalooza ce même été ; la scène de Chicago lui permet d’attirer un public plus large. Il participe à l’album Year Zero de NIN, et fait à nouveau leur première partie pendant leur tournée nord-américaine de 2006 ; c’est à cette occasion qu’il annonce que Trent Reznor, leader du groupe, coproduira son prochain album.
Le fruit de cette collaboration donne en 2007 l’album intitulé The Inevitable Rise and Liberation of NiggyTardust!, disponible seulement à partir du site niggytardust.com jusqu’à ce qu’il soit finalement décliné sur CD. Cette sortie sur un support physique comprend notamment des pistes supplémentaires et une pochette plus détaillée. Les 100 000 premiers internautes ayant acheté l’album sur le site se voient alors offrir le téléchargement gratuit d’une version de qualité inférieure de l’album -  l’autre choix étant de payer 5 dollars afin de soutenir l’artiste, en récompense de quoi ils peuvent ensuite télécharger l’album en MP3 haute qualité ou la version en FLAC. Trent Reznor produit l’album, qui est mixé par Alan Moulder. L’idée de sortir cet album sous un label indépendant et sous forme de téléchargement vient de Reznor.
En janvier 2009, Williams publie NGH WHT – The Dead Emcee Scrolls with The Arditti Quartet, une version audio de son recueil de poèmes du même nom, paru en 2006. Cette collaboration avec Thomas Kessler (qui a également mis en musique le livre said the shotgun to the head) est proposée à la vente de deux manières : les internautes peuvent soit télécharger les Chapitres 18 à 22 de la composition de 27 minutes gratuitement au format MP3, soit télécharger la composition entière de 33 chapitres au format AIF, pour 6 dollars, avec en prime la piste vocale isolée comprenant la lecture du texte et la piste du quartet qui joue sur une autre piste. La version payante, à télécharger pèse au total 563 Mo.
Williams réside actuellement à Paris, en France. Il contribue notamment à deux chansons de l’album Baba Love du français Arthur H en 2011. Il publie également une nouvelle chanson, Explain My Heart extraite de son album Volcanic Sunlight, sorti le 2 mai 2011. L’album est dévoilé le 26 janvier 2011 au Hoxton Bar Kitchen, à Londres. C’est à cette occasion que Livemusic.fm interviewe Williams pour en faire un film, produit par l’artiste Alex Templeton-Ward. Quand on lui demande à quoi sert la poésie, Williams répond ceci : « j’improvise, je n’en ai aucune idée mais allons-y quand même : je pense qu’il s’agit d’exprimer, de partager, de soulager, d’explorer », ou encore « pour moi la poésie offre une sorte d’expérience cathartique. J’évolue à travers les émotions et les expériences marquantes que je traverse, en particulier les ruptures ou toutes les difficultés que je peux rencontrer, que ce soit dans les affaires ou avec l’être aimé ou qui que ce soit d’autre ; j’ai besoin de ce processus d’infiltration, comme une fenêtre ouverte. C’est à ça que sert la poésie : c’est la fenêtre qui s’ouvre et qui laisse entrer de l’air, des idées neuves, de nouvelles possibilités afin d’explorer ce que nous ressentons, tout ce que nous pensons mais avec l’espace pour voir plus que ce que l’on sait, parce qu’il y en a justement tellement plus. », et pour finir « Si je ne m’ouvrais pas aux possibilités offertes par l’inconnu alors je serais perdu. ».
En janvier 2016, il publie son cinquième album, Martyr Loser King.
Le 3 avril 2016 il interprète lors du concert hommage de John Cale au Velvet Underground à la Philharmonie de Paris, le titre "Heroin", livrant la prestation la plus intense et remarquable de ce concert, parmi celles de Mark Lanegan, Animal Collective, Pete Doherty, Lou Doillon ou Étienne Daho.

### Écriture
Williams est également écrivain, et apparaît dans The New York Times, Esquire, Bomb Magazine et African Voices ; il publie aussi quatre recueils de poésie. Et c’est en tant que poète et musicien que Williams fait des tournées et donne des conférences un peu partout dans le monde, dans de nombreuses universités notamment. Dans un entretien paru dans le livre Words in Your Face: A Guided Tour Through Twenty Years of the New York City Poetry Slam, Williams explique ce qui le pousse à recourir à tant de genres différents : « Ce n’est pas que j’invente pour ces arts un équilibre, mais plutôt que je trouve mon propre équilibre à travers eux. Certaines émotions s’expriment plus facilement au travers de la musique que de la poésie… Il y a des choses faites pour être écrites, d’autres pour être chantées, d’autres fredonnées ou criées, ainsi va la vie. »
Williams critique ouvertement la Guerre contre le terrorisme ainsi que celles menées en Irak et en Afghanistan  ; parmi ses œuvres les plus connues dans ce domaine, on peut citer les hymnes Not In My Name et Act III Scene 2 (Shakespeare). Au début de l’année 2008, on pouvait entendre la chanson List of Demands (Reparations) dans une publicité pour les chaussures Nike Sparq Training. En novembre de cette même année, Williams confie ses projets à venir dans une interview pour Wired.com : « … mais il y a un album sur lequel je travaille d’arrache-pied. Je me fixe de le compléter pour le mois prochain. Trent voudrait travailler sur une suite de Niggy, ce que je trouve cool, j’ai également un album et des nouvelles chansons en démo chez moi ; je me sens prêt à aller enregistrer tout ça en studio. Il s’agit d’une réflexion profonde sur ce que je ressens à vivre dans ce pays ; c’est une époque d’évolution pour moi. »

## Vie privée
Benjamin d’une fratrie de trois enfants, Saul Stacey Williams naît à Newburgh, dans l'État de New York. Il étudie au lycée Newburgh Free Academy, où il écrit sa chanson Black Stacey. Après l’obtention de sa licence en arts dramatiques et philosophie au Morehouse College, Williams effectue un Master en arts dramatiques à l'université de New York. C’est ici qu’il va se retrouver au cœur de la scène poétique des cafés new-yorkais.
En 1995, Williams rencontre l’artiste Marcia Jones, avec qui il se produit sur la scène spoken word de Brooklyn. Leur fille, Saturn, naît en 1996. Son recueil de poèmes S/HE est un ensemble de réflexions sur la fin de leur relation amoureuse. Marcia Jones, artiste et professeur d’arts visuels, qui a créé la couverture du recueil The Seventh Octave, réagit à S/HE en l’illustrant de part en part. C’est aussi elle qui conçoit la mise en scène de son album Amethyst Rock Star, sorti en 2001. Saturn est montée sur scène avec son père, lors de la tournée de 2008,.
Le jour de son 36e anniversaire, le 29 février 2008, il épouse sa petite amie, l’actrice Persia White, après cinq ans de vie commune. Ils s’étaient rencontrés en 2003, lors de son apparition spéciale dans la sitcom Girlfriends dans le rôle d’un poète nommé Sivad. (1993). Le 17 janvier 2009, cependant, White annonce sur son blog Myspace qu’elle et Williams ne sont plus ensemble.
Il se marie ensuite avec l'actrice et réalisatrice franco-rwandaise Anisia Uzeyman, qu'il a rencontrée sur le tournage du film Aujourd'hui.
Williams est végétalien.

## Discographie

### Albums studio
- 2001 : Amethyst Rock Star
- 2004 : Saul Williams
- 2007 : The Inevitable Rise and Liberation of NiggyTardust!
- 2009 : NGH WHT – The Dead Emcee Scrolls with The Arditti Quartet
- 2011 : Volcanic Sunlight
- 2016 : Martyr Loser King
- 2019 : Encrypted and Vulnerable

### EPs
- 2000 : Penny for a Thought / Purple Pigeons
- 2003 : Not in My Name

### Apparitions
- 1997 : Twice the First Time dans Eargasms – Crucialpoetics Vol. 1
- 1998 : Elohim (1972) dans Black Whole Styles
- 1999 : Ohm dans Lyricist Lounge, Volume One
- 1999 : Coded Language dans Coded Language de DJ Krust
- 2000 : Dance of The Dead dans The Unbound Project, Vol. 1 une compilation au profit de Mumia Abu-Jamal
- 2002 : Release avec Lyrics Born et Zack de la Rocha dans Blazing Arrow, de Blackalicious
- 2003 : Time (Jungle) (Temple Of Soul Mix) dans Nublu Sessions, mixé par Wax Poetic
- 2003 : Sent from Sandy Shores (avec Sacajawea) dans Dreams of Water Themes par Adventure Time
- 2004 : Wake up Show Freestyles de Sway and King Tech
- 2005 : Three Fingers dans Enter the Chicken de Buckethead & Friends
- 2005 : Sea Lion (Extended) (with Will Oldham) dans Sea Lion de Sage Francis
- 2006 : Mr. Nichols dans Sound Mirrors de Coldcut
- 2006 : April Showers, April Tears dans ¿What Stuart Davis
- 2006 : ,said the shotgun to the head dans Thomas Kessler de Thomas Kessler
- 2006 : Lyrical Gunplay dans Thru de Thavius Beck
- 2007 : Survivalism et Me, I'm Not dans Year Zero de Nine Inch Nails
- 2007 : Gunshots By Computer et Survivalism dans Y34RZ3R0R3M1X3D de Nine Inch Nails
- 2008 : List of Demands dans la publicité pour les chaussures Nike Sparq
- 2009 : Black Stacy Remix en featuring avec Nas
- 2010 : U Can Do It (avec Maeckes) dans KIDS de Maeckes
- 2010 : Dance or Die dans The ArchAndroid de Janelle Monáe
- 2011 : Basquiat et Le paradis il est chinois dans Baba Love d'Arthur H
- 2017 : Faster et Everything dans Mirapolis de Rone
- 2020 : EmergencE dans The Sharecropper's Daughter de Sa-Roc

## Filmographie

### Acteur
- Downtown 81 (voix) (1981/2000)
- Underground Voices (1996)
- Slam (1998)
- SlamNation (1998)
- I'll Make Me a World (1999)
- King Of The Korner (2000)
- K-PAX (2001)
- The N Word (2004)
- Lackawanna Blues (2005)
- Aujourd'hui (2012)
- Akilla's Escape (2020)
- Neptune Frost (2021)
- 2024 : Blink Twice de Zoë Kravitz
- 2025 : Sinners de Ryan Coogler : Jedidah

### Réalisateur
- Neptune Frost (2021) - coréalisé avec Anisia Uzeyman

## Publications
- The Seventh Octave, 1998, Moore Black Press  (ISBN 0-9658308-1-0)
- She, 1999, MTV/Pocketbooks  (ISBN 0-671-03977-6)
- ,said the shotgun to the head, 2003, MTV/Pocketbooks  (ISBN 0-7434-7079-6)
- The Dead Emcee Scrolls, 2006, MTV/Pocketbooks  (ISBN 1-4165-1632-8)
- ,dit le fusil de chasse à la tête, 2009, traduit par Michel Bulteau, Éditions Caedere  (ISBN 2-914192-13-4)
- Ripostes, 2016, avec Michel Bulteau et Krzysztof Styczynski, musique Serge Teyssot-Gay, Éditions Caedere,  (ISBN 2-914192-26-6)